# Mainate couronné
Ampeliceps coronatus
Espèce
Statut de conservation UICN

LC : Préoccupation mineure
Le Mainate couronné, ou Martin couronné[réf. nécessaire] (Ampeliceps coronatus), unique représentant du genre Ampeliceps, est une espèce d'oiseaux asiatiques de la famille des Sturnidae.

## Répartition
Le Mainate couronné se rencontre en Birmanie, au Cambodge, en Chine, en Inde, au Laos, en Malaisie, en Thaïlande et au Viêt Nam.

## Systématique
Le nom valide complet (avec auteur) de ce taxon est Ampeliceps coronatus Blyth, 1842,.
Ce taxon porte en français le nom vernaculaire ou normalisé suivant : Mainate couronné.

## Publication originale
- (en) Edward Blyth, « Notes on various Indian and Malayan Birds, with Descriptions of some presumed new Species », Journal of the Asiatic Society of Bengal, Calcutta, Bishop's College Press, vol. 11, no 122,‎ 26 février 1842, p. 160-195 (ISSN 0368-1068, OCLC 1824093, lire en ligne).